# Fracción San Roque
Fracción San Roque, även El Prieto är en ort i Mexiko, tillhörande Cuautitlán kommun i delstaten Mexiko. Fracción San Roque ligger i den centrala delen av landet och tillhör Mexico Citys storstadsområde. Orten hade 1 219 invånare vid folkmätningen 2010.